# Шуангјашан
Шуангјашан (双鸭山) град је Кини у покрајини Хејлунгђанг. Према процени из 2009. у граду је живело 212.700 становника.

## Становништво
Према процени, у граду је 2009. живело 212.700 становника.
| 1990.   | 2000.   | 2009    |
| ------- | ------- | ------- |
| 176.988 | 200.082 | 212.700 |